# Иван Мировски
Иван Николов Мировски е български юрист, поет и обществен деец.

## Биография
Роден е през 1891 година в град Кюстендил. Завършва право в Софийския университет „Св. Климент Охридски“.
Първите си стихове публикува през 1909 г.в сп. Младост. Сътрудничи на в. Остен (1910), сп. Въртокъщник (1909 – 11), Барабан (1910 – 14), Пан (1920), Чернозем (1923) и др. Печата под псевдонимите: Ваню Ми, Гюл Невен, Кипарис, Иван Кипарис, Кип. Автор на стихосбирките: „Траури" (1920) и „Тъй капят черните рози" (1920). Превежда руски и съветски поети. Съдействува за развитието на киното и театралното дело в Кюстендил.
От 10 май 1937 г. до 15 януари 1939 г. е кмет на Кюстендил. В областта на благоустрояването през неговото кметуване са направени следните неща: поставена е настилка по алеята на бул. „Тодор Александров“ от железния мост на река Банска до гарата, павирани са улиците „Пробуда“ и „Алеко Константинов“, разкрита е кариера в Осоговския балкан за павета, прокаран е водопровод за циганската махала, открива се общинска аптека.